# 小川島
小川島（おがわしま）は、佐賀県唐津市呼子町の北の沖合に位置する人口294人、142世帯（2021.11）の離島である。

## 概要
主産業は漁業で、イカ、ウニ、アワビ、サザエなどが多く採れる。島周辺はイカの好漁場で、一本釣りも行われており、呼子町の名物にもなっている。島の南部に第2種漁港の小川島漁港がある。
小川島は、長崎から壱岐を経て1595年に伝わった捕鯨によって繁栄した。島に移住した中尾氏が小川島を本拠地とし、千人以上を率いて捕鯨を行った。その繁栄振りは、長崎くんちの「鯨の潮吹き」は繁栄していたころの3代中尾茂啓が中心となって作られた、との逸話も残っているほどである。捕鯨は18世紀初頭から昭和初期にかけて興隆を見せ、鯨にまつわる民話や唄なども残っている。鯨の供養のため1863年（文久3年）に建立された鯨鯢供養塔は、今でもその面影を伝えている。また、大正時代に建てられた鯨見張所が保存されており、1974年には供養塔と共に県の重要有形民俗文化財として指定された。さらに2006年に発表された水産庁の未来に残したい漁業漁村の歴史文化財産百選にも選ばれている。

## 交通
川口汽船の定期船「そよかぜ」が就航しており、本土からは約20分である。呼子港とを往復する定期船「そよかぜ」は1日に5便ある（ただし11月1日～3月14日までは4便）。そのほか海上タクシーも運航している。

## 脚註
1. ↑  県指定重要文化財　小川島鯨見張所唐津市HP
2. ↑  “唐津道”. 一般社団法人唐津観光協会. 2021年9月26日閲覧。